# Моллем (национальный парк)
Моллем (англ. Mollem National Park) — один из национальных парков Индии. Расположен в талуке Сангем штата Гоа вдоль границы с Карнатакой, вблизи деревни Молем, в 57 км к востоку от города Панаджи. Площадь составляет 107 км².
Территория была объявлена национальным парком в 1978 году, до этого имела статус заповедника. Растительность представляет собой вечнозелёные тропические и лиственные леса. Млекопитающие: мунтжаки, бенгальские тигры, леопарды, индийский макак, циветты, гауры, серый лангур, индийская гигантская белка, дикобразовые, аксис, индийский замбар и др.
На территории парка расположен крупнейший в Индии водопад Дудхсагар. 